# Deset století architektury (dokumentární cyklus)
Deset století architektury je cyklus krátkých televizních dokumentů, který od roku 1997 produkovala PR agentura DaDa. Je rozdělen do pěti sérií.
Cyklus odvysílala Česká televize. Je zaměřen na spíše úzké publikum[zdroj⁠?!] a jednotlivé díly pojednávají o stavebně - historickém vývoji nejrůznějších českých památek i měst. Zastoupeny jsou jak nejstarší architektonické památky, tak architektura moderní.